# زندیا (آلبوم)
زندیا (انگلیسی: Zendaya) اولین آلبوم استودیویی از خواننده و بازیگر آمریکایی، زندیا است. موسیقی آلبوم بر پایۀ الکتروپاپ ساخته شده‌است که با عناصر آر اند بی، اربن معاصر و دابستپ ترکیب می‌شود. دامنۀ اشعاری آلبوم نیز بر دل‌شکستگی و عشق تمرکز دارد.